# Gowraganahalli, Koratagere
Gowraganahalli là một làng thuộc tehsil Koratagere, huyện Tumkur, bang Karnataka, Ấn Độ.